# Annales (Fabio Pittore)
Gli Annales (Annali) o Rerum gestarum libri (Libri delle imprese [del popolo romano]) o Ῥωμαίων πράξεις (Imprese dei Romani) sono un'opera in lingua greca dello storiografo romano Quinto Fabio Pittore.

## Contenuto
L'opera, di cui rimangono alcuni frammenti, narrava l'intera storia romana includendo il mito di Enea, la fondazione di Roma datata da Pittore al 747 a.C., e i re albani, per arrivare all'epoca della seconda guerra punica. La narrazione si concludeva con il resoconto della battaglia del Trasimeno (217 a.C.) o con quello della battaglia di Canne (216 a.C.).

## Fonti e metodo
Nella composizione degli Annales e nel reperimento del materiale necessario alla stesura dell'opera, Pittore poté rifarsi alle testimonianze degli Annales pontificum, ai documenti ufficiali e privati, ai trattati e agli elogia, nonché alle proprie esperienze personali. Poté inoltre fare riferimento alle opere della storiografia ellenistica, tra cui quella dello storico greco di Sicilia Timeo di Tauromenio. Pittore mantenne la scansione tipica degli Annales pontificum, ma, influenzato dall'interesse etnografico tipico dei modelli greci quali Erodoto e Isocrate, dedicò ampio spazio alle ricerche erudite sulle tradizioni locali romane e sui riti religiosi. Tentò inoltre di reperire anche le cause politiche e psicologiche degli eventi, avvicinandosi così, secondo alcune interpretazioni, al metodo di Tucidide: secondo la testimonianza di Polibio, ad esempio, attribuì al solo Annibale la responsabilità della seconda guerra punica. È comunque possibile affermare che Pittore abbia adoperato il materiale documentario nazionale di cui disponeva, rielaborandolo nelle forme e nei modelli della letteratura greca, che già prevedeva il genere storiografico come ricostruzione organica e critica del passato.

## Stile
Sebbene agli antichi fosse nota una versione in latino degli Annales, probabilmente una traduzione di epoca successiva, Pittore scrisse la sua opera in greco, in modo tale che fosse fruibile in tutto il bacino del Mediterraneo. Dal momento delle guerre contro Taranto e Pirro, Roma era infatti entrata a diretto contatto con le città della Magna Grecia, e, dopo lo scontro con Cartagine si era affermata come potenza egemone a livello sovranazionale: era dunque necessario raccogliere e reinterpretare tutta la storia romana in una forma diversa, modellata sulle forme della coeva letteratura ellenistica, da quella degli Annales maximi, e fruibile da parte del pubblico di lingua greca, che avrebbe così avuto a disposizione la versione romana del percorso che aveva causato l'espansione territoriale dell'Urbe.
Poco prima che Pittore si dedicasse alla stesura della sua opera, infatti, lo storico Filino di Agrigento aveva pubblicato una storia della prima guerra punica in cui era evidente la tendenza filocartaginese. Lo stesso Annibale, durante la sua discesa in Italia, era stato accompagnato da due storici, Sosilo e Sileno, che avevano l'incarico di stilare il resoconto delle sue imprese. Era dunque fondamentale presentare una valida giustificazione della politica espansionistica di Roma: gli intellettuali dell'Urbe dovevano quindi dimostrare la bona fides del popolo romano e la natura esclusivamente difensiva delle guerre da esse combattute. Gli intenti apologetici dell'opera di Pittore apparvero chiari già nell'antichità: per primo lo storico Polibio imputò all'annalista una "tendenziosità acritica" pari a quella degli autori che avevano scritto in favore di Cartagine. L'opera di Pittore rimase tuttavia a lungo in grande considerazione presso gli intellettuali romani.